# چایتینا
چایتینا (به صربی: Čajetina) یک شهرستان در صربستان است که در ناحیه زلاتیبور واقع شده‌است. چایتینا ۸۴۳ متر بالاتر از سطح دریا واقع شده‌است.

## خواهرخوانده
شهر هرتسگ نووی خواهرخواندهٔ چایتینا هست.